# 叙南等处蛮夷宣抚司
叙南等处蛮夷宣抚司，元朝时设立的宣抚司，在今四川省宜宾市。
下辖叙州路（今四川省宜宾市）、马湖路（今四川省屏山县）、永宁路（今四川省叙永县）、上罗计长官司（今四川省筠连县东）、下罗计长官司（今四川省珙县）、四十六囤蛮夷千户所（今四川省高县）。